# Tyska kyrkan (Stockholm)

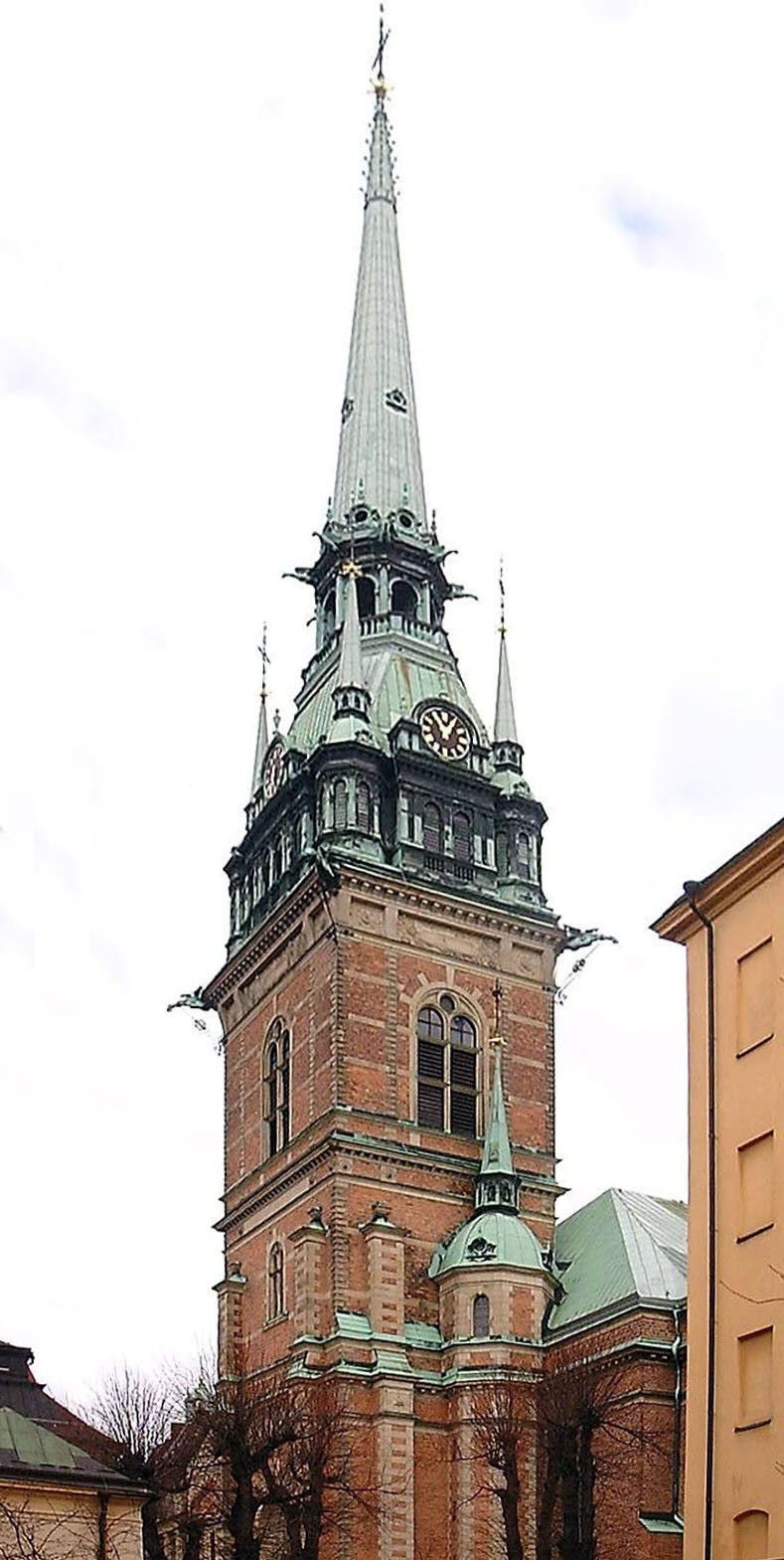
Kirchturm

Die Tyska kyrka (deutsch „Deutsche Kirche“) ist ein lutherisches Kirchengebäude in der Stockholmer Altstadt Gamla stan. Die Kirche gehört der Deutschen St. Gertruds Gemeinde, einer deutschsprachigen Gemeinde der Schwedischen Kirche. Sie ist nach der heiligen Gertrud von Nivelles benannt, die auch als Schutzpatronin der Reisenden gilt. Mit 96 Metern Höhe ist der Kirchturm das höchste Gebäude der Stockholmer Innenstadt. Als Kyrkligt kulturminne steht sie unter gesetzlichem Schutz.

## Geschichte

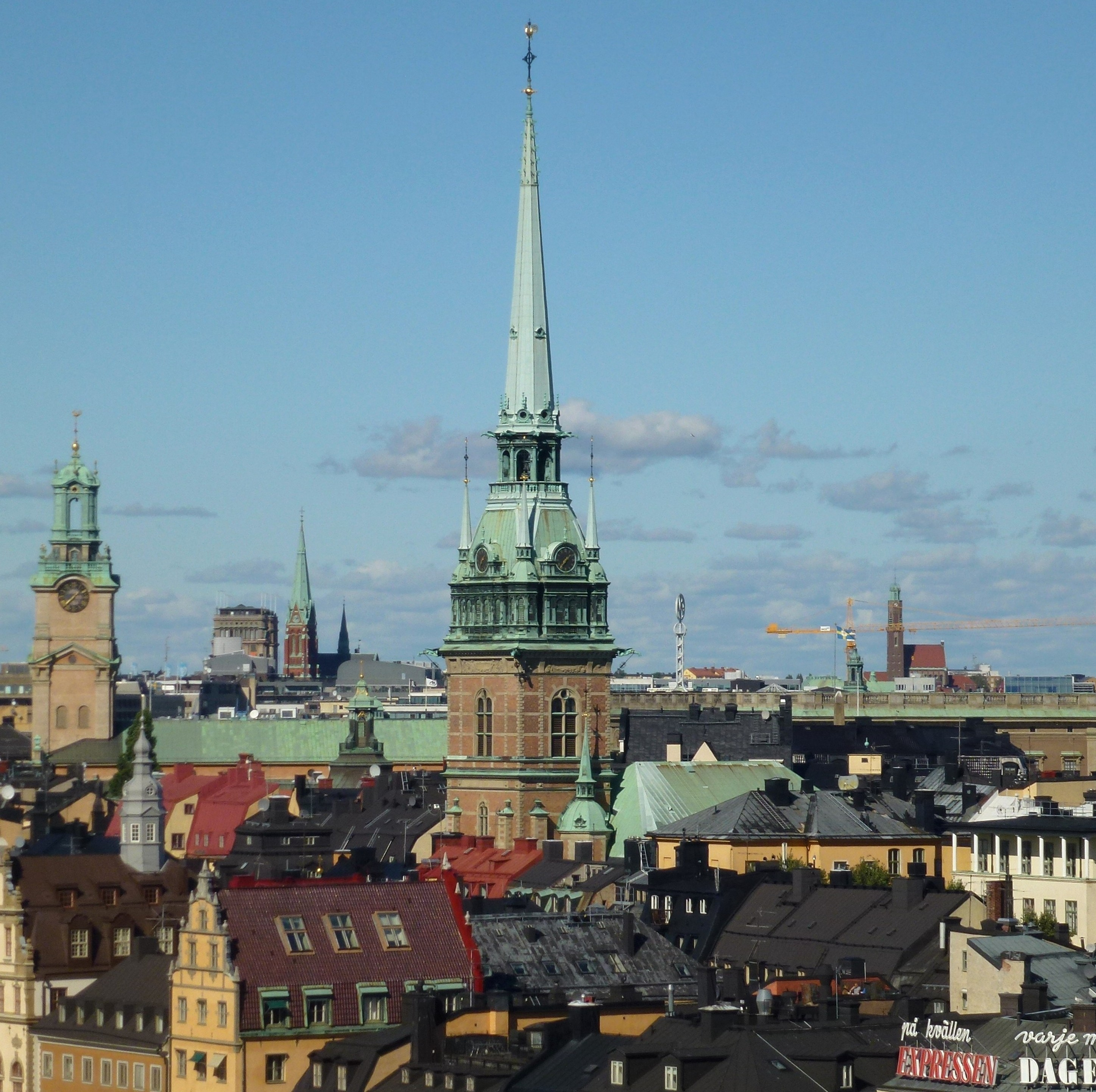
Die Kirche in der Stockholmer Altstadt

Vorläufer der heutigen Kirche war das Gildenhaus der deutschen Kaufmannsgilde der heiligen Gertrud. Die Sankt-Gertruds-Gilde hatte seit Mitte des 14. Jahrhunderts bestanden, war aber infolge der Beschlüsse des Reichstags von Västerås 1544 aufgelöst und ihr Vermögen samt dem Gildehaus konfisziert worden.
Am 8. März 1571 erteilte der schwedische König Johann III. der deutschsprachigen Kirchengemeinde in Stockholm das Privileg, auf dem Gelände des ehemaligen Dominikanerklosters eine eigene Kirche zu erbauen. Die seit 20 Jahren bestehende deutschsprachige Gemeinde hatte zuvor den Konventsaal des Franziskanerklosters auf dem Gråmunkeholm, dem heutigen Riddarholm, genutzt. Zuvor war das Sankt-Gertruds-Gildehaus der finnischen Gemeinde als Andachtsraum überlassen worden. 1576 wurde die deutschsprachige Gemeinde Miteigentümer und 1607 alleiniger Besitzer des Gildehauses, das nach Anbau eines Turms als Gottesdiensthaus diente. Das Gildehaus erwies sich jedoch als zu klein oder genügte den Ansprüchen der Gemeinde nicht. Im Jahr 1637 wurde deshalb das Fundament für einen Kirchenneubau gelegt. Zwischen 1639 und 1643 wurde die Kirche nach den Plänen des aus Straßburg stammenden Baumeisters Hans Jakob Kristler errichtet. Vom alten Gildesaal blieb dabei nicht viel übrig. Lediglich das Epitaph, das heute die Taufkapelle schmückt, wurde übernommen.
In der Nacht vom 6. auf den 7. Oktober 1878 zerstörte ein Brand den Kirchturm, die Orgel, die Glocken und einen großen Teil der Kirchenfenster. Der Turm wurde anschließend ab dem Frühjahr 1881 nach Plänen des Berliner Architekten Julius Carl Raschdorff neu erbaut. 1884 wurden vier neue Glocken aus Dresden eingeweiht. Die neuen Kirchenfenster wurden von der Münchener Hofglasmalereifirma Zettler gefertigt. Das letzte Fenster wurde 1911 eingesetzt.
Die Gemeinde gehört der Schwedischen Kirche an. Die Gottesdienste werden daher zwar von deutschen Geistlichen auf Deutsch und mit deutschen Gesangbüchern, aber nach der schwedischen Gottesdienstordnung gehalten.

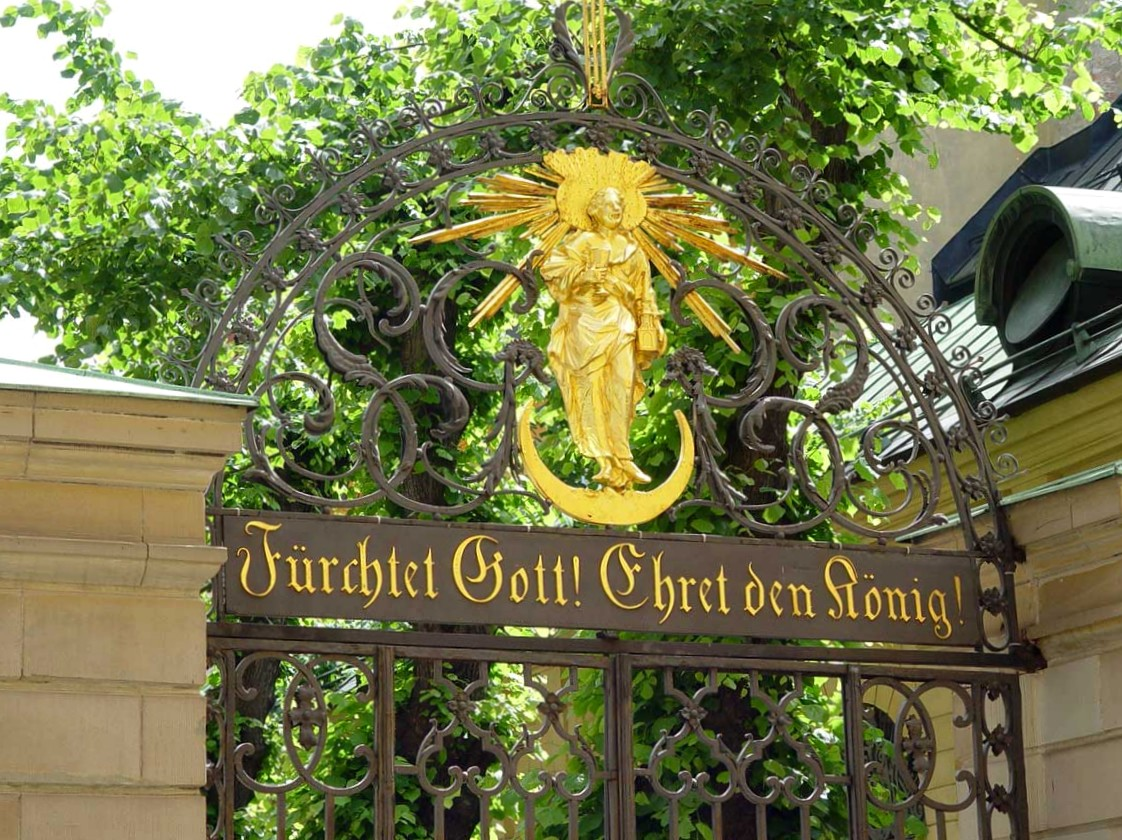
Eingangsportal mit einer Mondsichelmadonna
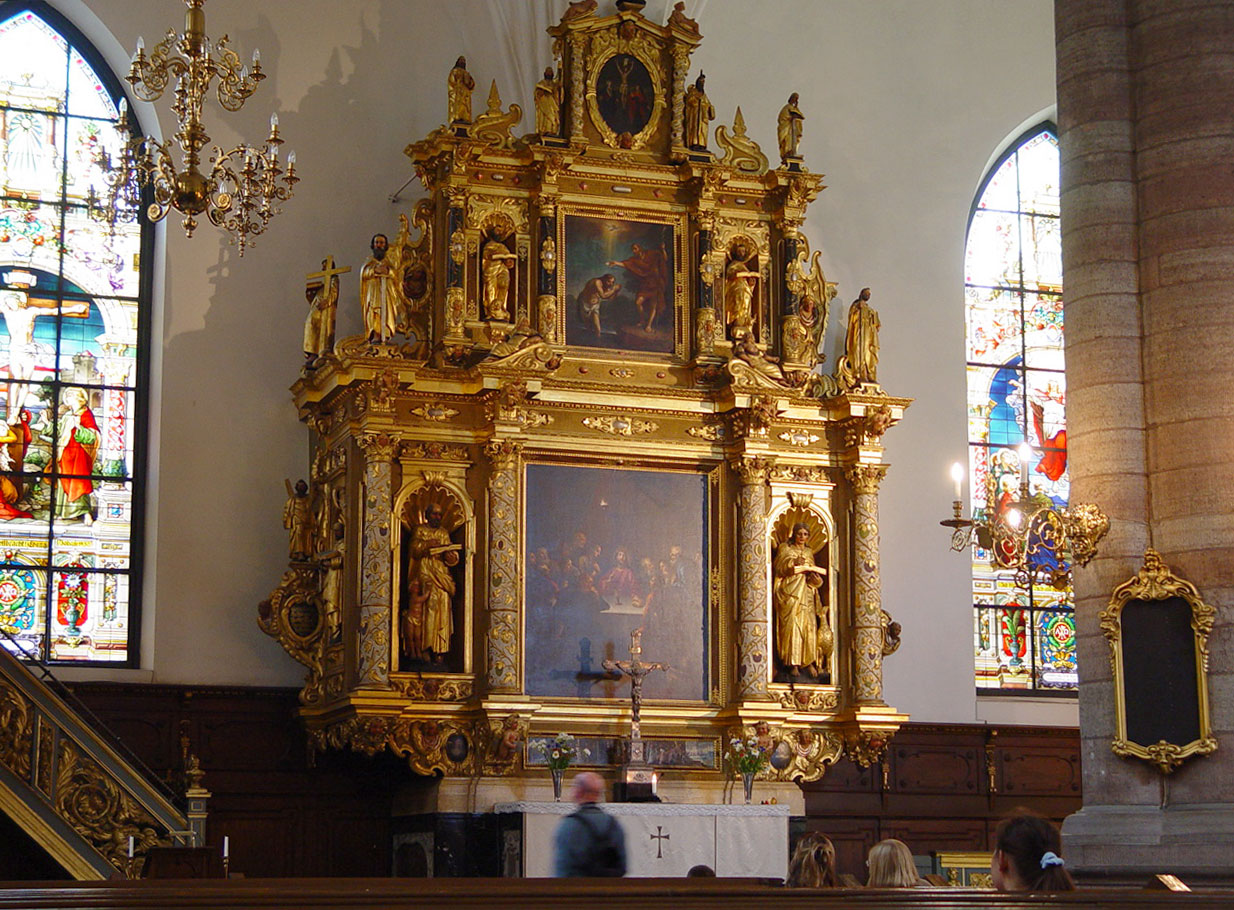
Altar
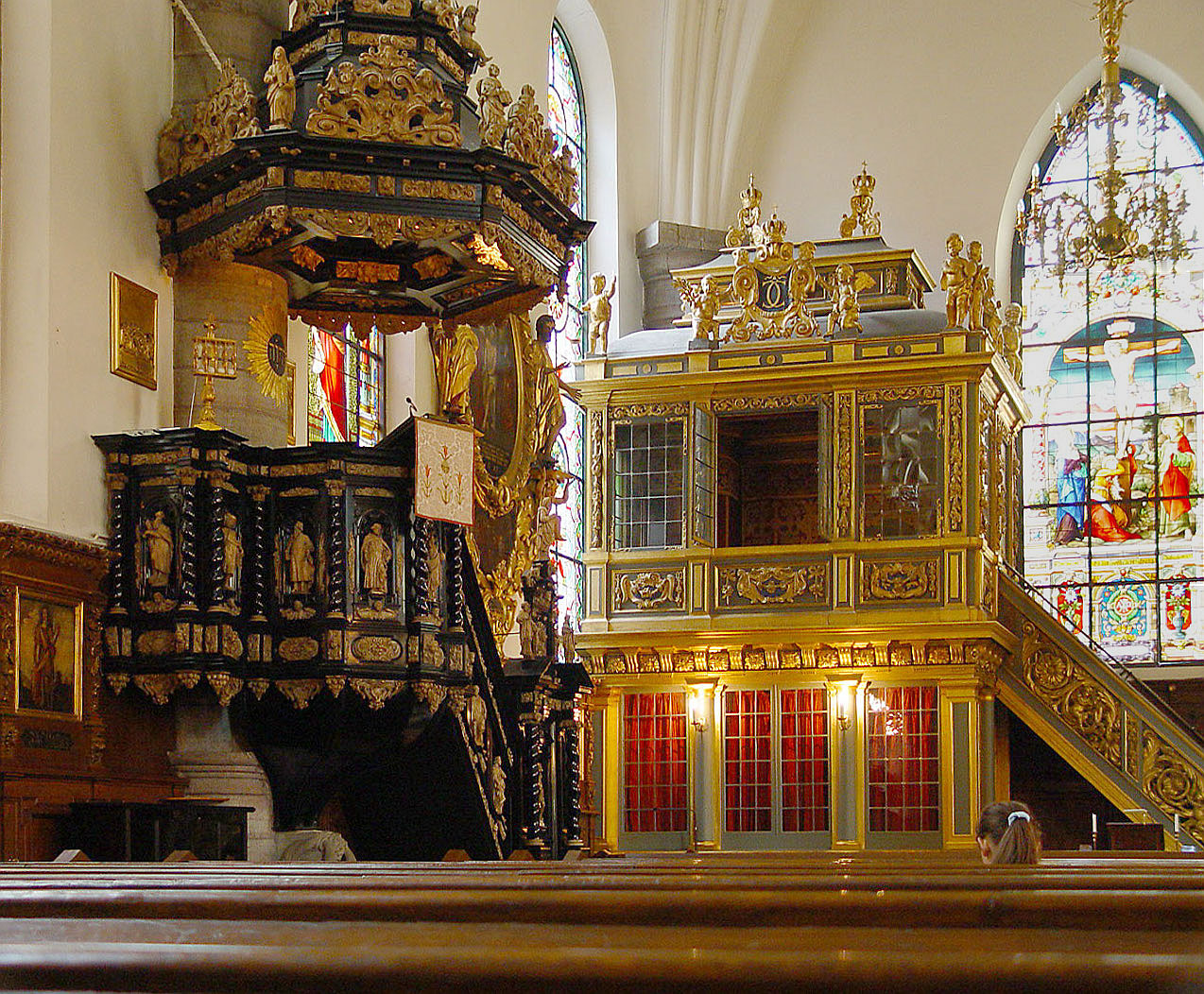
Kanzel und Königsloge
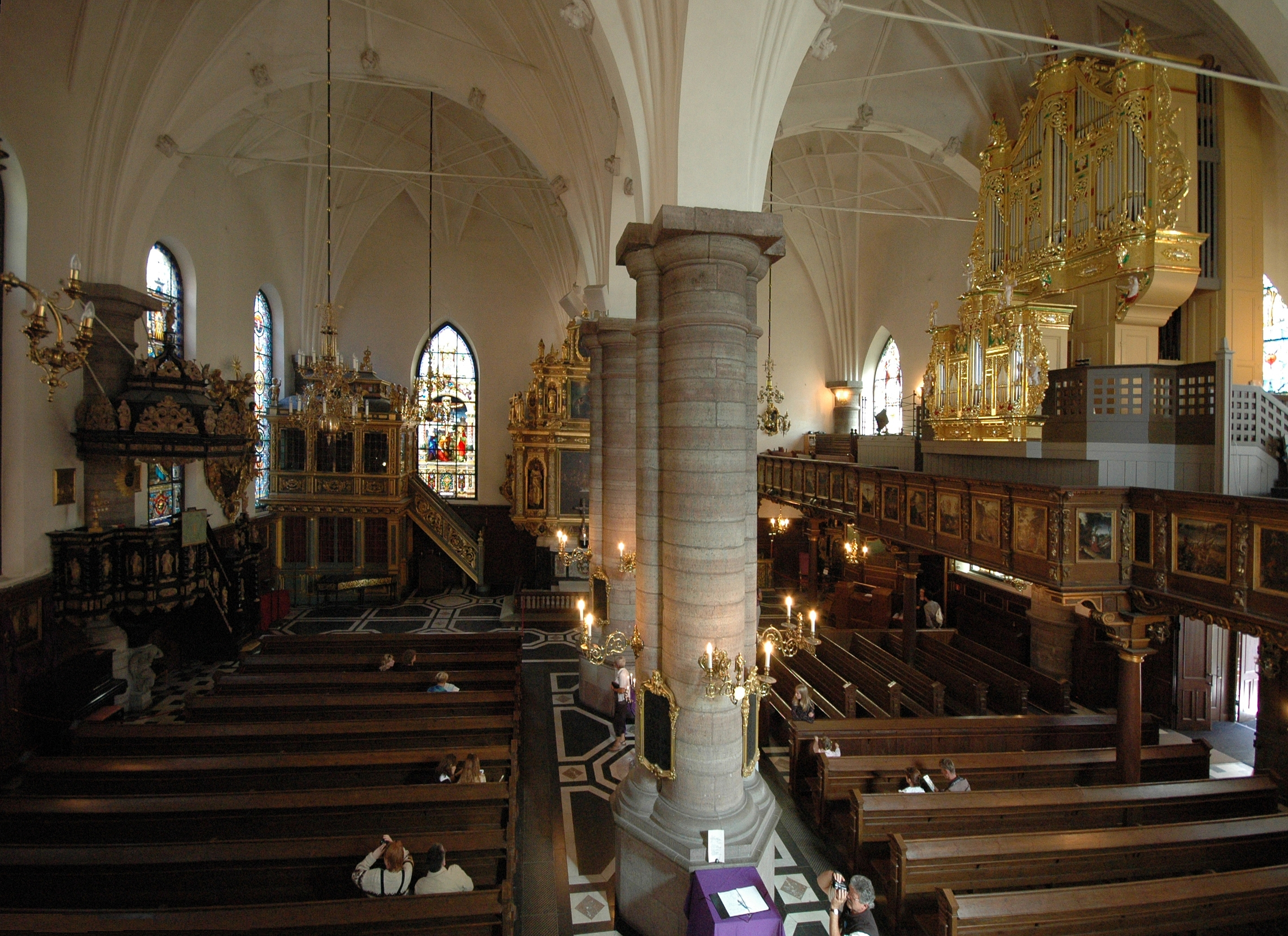
Kirchenschiff

## Ausstattung

### Orgeln

#### Düben-Orgel

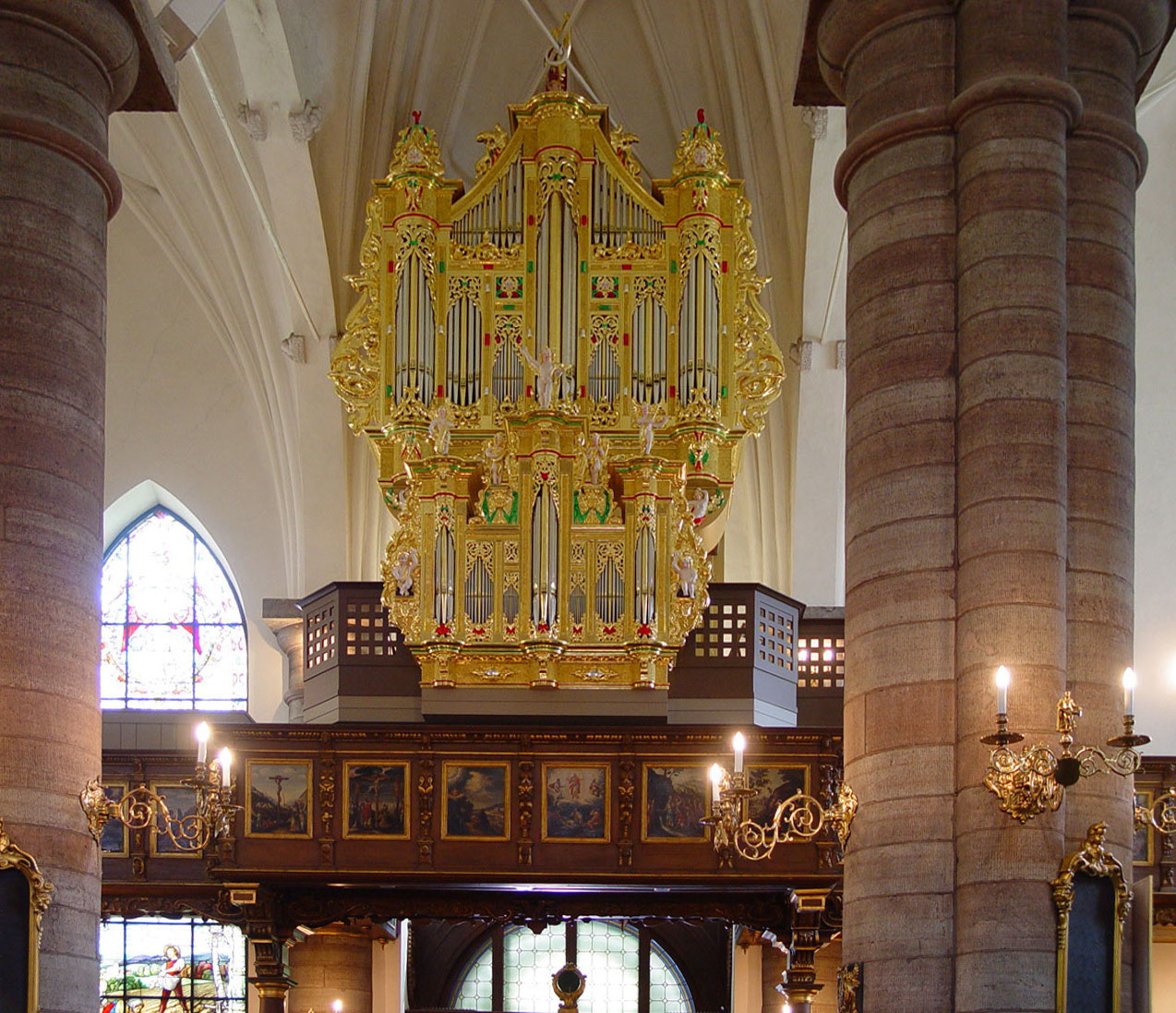
Blick auf die historische Orgel

In der Deutschen Kirche gibt es zwei Orgeln. Die Orgel auf der Südempore ist eine Rekonstruktion der ersten Orgel aus dem 17. Jahrhundert. Sie wurde 2004 von der Orgelbaufirma Grönlunds Orgelbyggeri nach alten Vorlagen neu erbaut. 
Das ursprüngliche Instrument wurde 1609 von dem Spandauer Orgelbauer Paul Müller gebaut und danach mehrfach verändert und erweitert, bis es 1651 seine endgültige Form erhielt. Es wurde 1777 abgebaut und nach Nordschweden verkauft.
Die Replik hat 36 Register und zwei Effektregister auf drei Manualwerken und Pedal. Die Orgel ist mitteltönig gestimmt mit Kammerton a1 = 467 Hz.
| Hauptwerck CDEF–c3 |     |
| Principal          | 8′  |
| Quintadena         | 16′ |
| Gro: Spiel flöte   | 8′  |
| Gedacte            | 8′  |
| Octava             | 4′  |
| Spitz flött        | 4′  |
| Quinta II          | 3′  |
| Super Octava II    | 3′  |
| Mixtur VI          |     |
| Dussanen           | 16′ |
| Trommeten          | 8′  |

| Oberwerck CDEF–c3 |       |
| Quintadena        | 8′    |
| Zap: flöite       | 4′    |
| Nassat            | 3′    |
| Octava            | 2′    |
| Spitz Quinte      | 1 ⁄2′ |
| Zimball II        |       |
| Schallmeijen      | 8′    |

| Rückpositieff CDEF–c3 |     |
| Principal             | 4′  |
| Flött                 | 8′  |
| Flött                 | 4′  |
| Octava                | 2′  |
| Waltpfeiffen          | 2′  |
| Sexquealtra II        |     |
| Cimball III           |     |
| Dulcian               | 16′ |
| Krumbhorn             | 8′  |
| Geigen Regall         | 4′  |

| Brustwerck CDEF–c3 |    |
| Starck Regal       | 8′ |

| Pedal CDEF–d1  |     |
| Under Bass     | 16′ |
| Gedacter Bass  | 8′  |
| Octava Bass    | 4′  |
| Posaunen Bass  | 16′ |
| Trommeten Bass | 8′  |
| Dulcian Bass   | 8′  |
| Corneten Bass  | 4′  |
| Tremulandt     |     |

- Koppeln: RP/P, HW/P, OW/HW
- Effektregister: Vogell Gesang, Zimbelstern

#### Juno-Orgel
Daneben gibt es in der Turmempore eine weitere Orgel. Diese wurde 1887 von der Firma Åkerman & Lund gebaut. 1972 wurde sie abgebaut und eingelagert. Es wurde eine neue, neobarocke Orgel von dem Kölner Orgelbauer Willi Peter erworben. Diese wurde jedoch 2017 wieder abgebaut und an die Petrikirche in St. Petersburg verkauft.
Die alte Orgel von 1887 wurde restauriert und wieder aufgestellt. Sie erhielt den Namen Juno-Orgel in Erinnerung an den Ort der Einlagerung, einen Keller im Juno-Viertel, und an die römische Göttin Juno, die für Wind und Wandel steht. Die Orgel hat zwei Manuale und 31 Register. Die Pfeifen sind von hoher Qualität und aus bestem Orgelmetall gefertigt; das Register Tuba 8′ war seinerzeit das erste Hochdruckregister in Schweden. Auch die doppelt labiierte Flöte 8′ und die konische Waldflöte 2′ waren damals Neuheiten in Schweden. Diejenigen Register, die bei einem Umbau der Orgel 1959 durch Olof Rydén ausgetauscht wurden, wurden wiederhergestellt, darunter die besagte Tuba. Die Pfeifen von Gamba 8′ und Violin 8′, die Rydén zu obertönigen Registern abgeschnitten hatte, wurden angelängt. Die verlorene Angelica 8′ wurde durch eine historische Wienerflöte 8′ von Jörgensen (1927) ersetzt. Die Disposition lautet:
| I. Manual (Hauptwerk) C–g3 |                  |       |
| 1.                         | Borduna          | 16′ * |
| 2.                         | Prinzipal        | 8′    |
| 3.                         | Gamba            | 8′ *  |
| 4.                         | Flûte harmonique | 8′ *  |
| 5.                         | Dolce            | 8′    |
| 6.                         | Fleute double    | 8′    |
| 7.                         | Octava           | 4'    |
| 8.                         | Flûte octaviante | 4′    |
| 9.                         | Cornette IV *    |       |
| 10.                        | Octava           | 2′    |
| 11.                        | Trumpet          | 16′   |
| 12.                        | Trumpet          | 8′ *  |

| II. Manual (Schwellwerk) C–g3 |             |         |
| 13.                           | Gedakt      | 16′     |
| 14.                           | Bassetthorn | 8′      |
| 15.                           | Violin      | 8′ *    |
| 16.                           | Salicional  | 8′      |
| 17.                           | Rörfleut    | 8′      |
| 18.                           | Angelica    | 8′ *    |
| 19.                           | Fugara      | 4′      |
| 20.                           | Echofleut   | 4′      |
| 21.                           | Waldfleut   | 2′      |
| 22.                           | Euphone     | 8′ *    |
| 23.                           | Tuba        | 8′ HD * |

| Pedal C–f1 |             |       |
| 24.        | Prinzipal   | 16′   |
| 25.        | Subbas      | 16′   |
| 26.        | Quinta      | 12′ * |
| 27.        | Violoncello | 8′    |
| 28.        | Borduna     | 8′    |
| 29.        | Octava      | 4′    |
| 30.        | Basun       | 16′   |
| 31.        | Trumpet     | 8′    |

- Koppeln: II/I, super II/I, sub II/II, I/P, II/P, super II/P
- Spielhilfen: Plenum I. Man. an/ab, General-Crescendo, Tuba II. Man. an/ab, Crescendo/Schweller II. Man., Pedalregister an/ab für die beiden Pedalzungen und Octava 4′
- Traktur: vollmechanisch, Schleifladen, Barkermaschine für das I. Manual

HD = Hochdruckregister; * = rekonstruiertes Register

### Glocken
| Nr. | Gussjahr | Gießer             | Schlagton |
| --- | -------- | ------------------ | --------- |
| 1   | 1881     | Hermann Große      | as0       |
| 2   | 1909     | C. Albert Bierling | c1        |
| 3   | 1881     | Hermann Große      | es1       |
| 4   | 1881     | Hermann Große      | as1       |

### Glockenspiel
Als Besonderheit gilt das Glockenspiel der Kirche von 1887, welches täglich nach dem Glockenschlag um 8 Uhr, 12 Uhr, 16 Uhr und 20 Uhr im Wechsel die beiden Kirchenlieder Nun danket alle Gott und Lobe den Herren, den mächtigen König der Ehren erklingen lässt und mittels der Stokkenklaviatur mittwochs um 15.30 Uhr in Konzerten gespielt wird.

## Persönlichkeiten
- Andreas Düben (1597–1662), Organist
- Gustav Düben (ca. 1628–1690), Organist
- Peter Hinrich Fuhrmann (1714–1773), stiftete der Gemeinde testamentarisch sein Vermögen.